# Algoforma
Algoforma là một chi bướm đêm thuộc họ Tortricidae.

## Các loài
- Algoforma algoana (Felder & Rogenhofer, 1875)
- Algoforma paralgoana Razowski, 2005
- Algoforma paralogoana Razowski, 2005